# Tuzlagözü, Zara
Tuzlagözü là một xã thuộc huyện Zara, tỉnh Sivas, Thổ Nhĩ Kỳ. Dân số thời điểm năm 2011 là 232 người.